# Ruth Friemel
Ruth Friemel (* 22. Mai 1933; † 14. Juli 2021) war eine deutsche Schauspielerin und Hörspielsprecherin.

## Leben
Ruth Friemel war ein langjähriges Mitglied der Leipziger Schauspielszene, am Schauspiel Leipzig. Über vier Jahrzehnte spielte sie auch für Film und Fernsehen, beim Hörspiel und übernahm häufig Synchronrollen.
Sie war mit dem Schauspieler Manfred Zetzsche verheiratet.

## Filmografie (Auswahl)
- 1961: Die Kassette
- 1964: Die Suche nach dem wunderbunten Vögelchen
- 1969: Drei von der K – Großfahndung (Fernsehserie)
- 1971: Zollfahndung – Segelschiffe aus Hawaii (Fernsehserie)
- 1972: Täter unbekannt – Zwischen 5.10 und 6.10 Uhr (Fernsehserie)
- 1974: Ein Umzug
- 1990: Rückkehr aus der Wüste
- 1995: Nikolaikirche
- 1997: Verdammtes Glück
- 1999: In aller Freundschaft – Alle Menschen sind gleich (Fernsehserie)

## Synchronisation (Filme und Serien)
- Delphi Lawrence (als Griselda) in Gefährliche Geschäfte (1959–1965)
- Miranda Campa (als Agave) in Die Bacchantinnen (1961) [DDR-Synchro (1984)]
- Hazel Hughes (als Oberin) in Doktor in Nöten (1963) [Synchro (1983)]
- Arianna Gorini (als Isabella) in Die Rache des Ivanhoe (1965) [2. Synchro (DDR 1981)]
- Nadine Alari (als Blanche de Caylus) in Die Abenteuer des Chevalier de Lagardère – 2. Der Bucklige (1967)
- June Jago (als Schwester Hoggett) in Das total verrückte Krankenhaus (1968) [Synchro (1973)]
- N.N. als Bordellchefin in Die Wahrheit über Frank Mannata (1969) [Synchro (1983)]
- Joan Hickson (als Mrs. Grubb) in Ist ja irre – Liebe, Liebe und so weiter (1970) [Synchro (1982)]
- Leni Pinţea Homeag (als Savina) in Der verlorene Wald (1971)
- Květa Fialová (als Gräfin Thun) in Adele hat noch nicht zu Abend gegessen (1978) [DDR-Synchro]
- Margaret Leighton (als Miss Havisham) in Die großen Erwartungen (1974) [Synchro (1980)]
- Ljudmila Maksakowa (als Miss Brent) in Das letzte Weekend (1987)
- Olga Barnet (als Mutter) in Solaris (1972) [2. Synchro (Wiederaufführung DDR 1989)]

## Hörspiele (Auswahl)
- 1967: Sos György: Der Schuhputzer (die Frau mit der Zeitung) – Regie: Peter Groeger (Original-Hörspiel – Rundfunk der DDR)
- 1968: Rolf Schneider: Stimmen danach (Frau) – Regie: Walter Niklaus (Originalhörspiel – Rundfunk der DDR)
- 1968: David Medwedenko: Dr. Krassow und seine Freunde. Kurzfassung – Regie: Peter Groeger (Originalhörspiel – Rundfunk der DDR)
- 1970: Hans von Oettingen: Kurs Tampico (Hilde Belitz) – Regie: Horst Liepach (Originalhörspiel – Rundfunk der DDR)
- 1971: Olga Krejcova: Meine Schwester hat einen Freund (Mutter) – Regie: Klaus Zippel (Originalhörspiel, Kinderhörspiel – Rundfunk der DDR)
- 1971: Miodrag Djurdjevic: Ein Held unserer Zeit (Frau Ratkovic) – Regie: Peter Groeger (Originalhörspiel – Rundfunk der DDR)
- 1972: Ingrid Budruss: Kennwort: Momentaufnahme (Kurzhörspiele von Hörern): Eine unerwartete gute Zensur – Regie: Klaus Zippel (Originalhörspiel, Kurzhörspiel – Rundfunk der DDR)
- 1974: Aleksander Minkowski: Ein Durchschnittsbürger (Bürgerin) – Regie: Helmut Hellstorff (Originalhörspiel – Rundfunk der DDR)
  - Auszeichnung: Das Hörspiel wurde auf dem Wettbewerb des polnischen Rundfunks anlässlich des, 30-jährigen Bestehens der VR Polen mit dem II. Preis ausgezeichnet.
- 1976: Karl-Heinz Weber: Der Schlüssel (Frau Schilke) – Regie: Günter Bormann (Originalhörspiel, Kriminalhörspiel, Kurzhörspiel – Rundfunk der DDR)
- 1977: Dorothy L. Sayers: In die Irre geführt. Hörspiel nach der gleichnamigen Erzählung (Miss Rand) – Regie: Klaus Zippel (Hörspielbearbeitung, Kriminalhörspiel, Kurzhörspiel – Rundfunk der DDR)
- 1977: Nicolae Constantin: Die goldenen Samenkörner (Gattin) – Regie: Günter Bormann (Originalhörspiel – Rundfunk der DDR)
- 1978: Maria Clara Machado: Die kleine Hexe, die nicht böse sein konnte (Hexenlehrerin) – Regie: Detlef Kurzweg (Hörspielbearbeitung, Kinderhörspiel – Rundfunk der DDR)
- 1978: Gerhard Rentzsch: Der Almanach (Frau von der Pfordten) – Regie: Walter Niklaus (Originalhörspiel – Rundfunk der DDR)
  - Auszeichnung: Hörspielpreis der Kritiker (Autoren-Preis) 1979
- 1979: Hans Fallada: Das verliebte Hexlein – Regie: Dieter Bellmann (Hörspielbearbeitung, Kinderhörspiel – Rundfunk der DDR)
- 1980: Ernest J. Gaines: Die Geschichte der Jane Pittmann (Teil 2: Zeig' mir den Weg nach Ohio) (Miss Sarah) – Regie: Klaus Zippel (Hörspielbearbeitung, Kinderhörspiel – Rundfunk der DDR)
- 1980: Jean Paul: Katzenbergers Badereise – Regie: Klaus Zippel (Hörspielbearbeitung – Rundfunk der DDR)
- 1981: Günter Schiffel: Zeitpanne – Regie: Annegret Berger (Originalhörspiel, Kinderhörspiel – Rundfunk der DDR)
- 1982: Linda Teßmer: Gemeindeschwester Erika (Folge 3: Geheimnisse um den alten Mönch) (Tonn) – Regie: Klaus Zippel (Originalhörspiel, Kurzhörspiel – Rundfunk der DDR)
- 1984: Monika Kubisch: Die Brücke nach Tanger (Berta Schnabel) – Regie: Walter Niklaus (Originalhörspiel, Kriminalhörspiel, Kurzhörspiel – Rundfunk der DDR)
- 1986: Nicolae Coban: Die Rückkehr der Hirsche (Gaia) – Regie: Günter Bormann (Originalhörspiel, Kinderhörspiel, Kurzhörspiel – Rundfunk der DDR)
- 1986: Johann Karl August Musäus: Entzauberung unmöglich (Gräfin) – Regie: Walter Niklaus (Hörspielbearbeitung, Kinderhörspiel – Rundfunk der DDR)
- 1987: Gabriele Bigott: Tatbestand (Eine Sendereihe in Zusammenarbeit mit dem Generalstaatsanwalt der DDR): Folge 36: Als wäre nichts gewesen – Regie: Walter Niklaus (Originalhörspiel – Rundfunk der DDR)
- 1988: Jan Eik: Trinkgeld (Fr. Seeberg) – Regie: Günter Bormann (Originalhörspiel, Kriminalhörspiel, Kurzhörspiel – Rundfunk der DDR)
- 1993: Jan Eik: Penny & Mark: Der Rest ist Schweigen (Museumsdirektorin) – Regie: Bert Bredemeyer (Originalhörspiel, Kriminalhörspiel – MDR)
- 2002: Dick Francis: Verrechnet (Mrs. Newton) – Regie: Klaus Zippel (Hörspielbearbeitung, Kriminalhörspiel – MDR/Stefan Kanis/SWR)
- 2009: Michael Schulte: Mendelssohn-Almanach (6. Folge: Der griesgrämige Monsieur Cherubini (1824)) (Frau) – Regie: Nikolai von Koslowski (Originalhörspiel, Kurzhörspiel – MDR)